# Johnny Yong Bosch
Johnny Yong Bosch, właściwie John Jay Bosch (ur. 6 stycznia 1976 w Kansas City) – amerykański aktor filmowy, telewizyjny i głosowy, zawodnik sztuk walki i muzyk, najbardziej znany z roli Adama Parka w serii Power Rangers. Wielokrotnie użyczał głosu w anime, kreskówkach i grach komputerowych.
Ma 178 cm wzrostu.